# Drepanococcus cajani
Drepanococcus cajani är en insektsart som först beskrevs av William Miles Maskell 1891.  Drepanococcus cajani ingår i släktet Drepanococcus och familjen skålsköldlöss. Inga underarter finns listade i Catalogue of Life.